# Eduardo Soares
Eduardo Soares, conhecido como Dadinho (Santo André, 17 de agosto de 1959)  é um ex-futebolista brasileiro que atuava como atacante.

## Carreira

### Jogador
Iniciou sua carreira de futebolista no Itabuna em 1978.
Em 1981, retornou ao seu estado para defender o Saad, de São Caetano do Sul, na Série A2 do Paulistão.
Chegou ao Remo em 1983 e após quatro anos, sagrou se campeão no Campeonato Paraense de 1986.
É o maior artilheiro do Clube do Remo com 163 gols marcados em sua passagem pelo clube (1983 a 1986). Foi o maior artilheiro do Campeonato Paraense nos anos de 1983, 1985, 1986 e 1989 e artilheiro da Série B no ano de 1984.
No início de 1987, foi contratado pelo Santa Cruz, comprado por 2 milhões de cruzados. Naquela temporada, marcou 24 gols, sendo 19 no Campeonato Pernambucano e 5 (dos 9 marcados pelo time) na Copa União. Foi Campeão Pernambucano pelo clube.
No ano seguinte, foi para o Pinheiros do Paraná e mais uma vez foi destaque, sendo vice-artilheiro do Campeonato Paranaense.
Na metade de 1988, foi contratado ao Internacional com status de goleador, mas não vingou, marcando apenas dois gols.
Depois de passar pelo Ceará, voltou ao futebol paraense, dessa vez ao Paysandu. Lá, foi o herói do acesso à Série A conquistado em 1991.
Dadindo ainda passou pelo ABC de Natal, antes de encerrar a carreira no Paysandu, em 92.

### Fora dos campos
Em 1986, se candidatou a vereador em Belém pelo PT, mas não foi eleito.

## Títulos
Remo
- Campeonato Paraense: 1986[4][5]

Santa Cruz
- Campeonato Pernambucano: 1987[14][16]

Paysandu
- Campeonato Brasileiro - Série B: 1991[10]

### Artilharia
- Campeonato Paraense[7]: 1983 (23 gols), 1985 (18 gols), 1986 (17 gols)[4][5][8] e 1989
- Campeonato Pernambucano: 1987 (19 gols)[14][16]
- Campeonato Brasileiro - Série B: 1984[18]